# Twinkle (canção)
"Twinkle" é o primeiro single do grupo sul-coreano TaeTiSeo, primeiro subgrupo do girl group Girls' Generation. Foi lançado em 29 de abril de 2012 e faz parte do EP Twinkle. A canção foi composta e produzida por Brandon Fraley, Jamelle Fraley e Javier Solis, através de sua equipe de produção, a Jam Factory.
A canção teve mais de 604.870 downloads durante a primeira semana de lançamento, conquistando o primeiro lugar na parada de downloads da Gaon na semana.
O vídeo musical do single foi lançado em 30 de abril de 2012.

## Antecedentes
"Twinkle" foi composta e produzida por Brandon Fraley, Jamelle Fraley e Javier Solis, sob sua equipe de produção, a Jam Factory. A canção foi lançada no iTunes em 29 de abril de 2012.
Em seguida ao anúncio do TaeTiSeo e de "Twinkle", a SM Entertainment começou a lançar fotos conceito do grupo, que apresentaram as meninas decoradas com roupas e cabelos estranhas diferentes.

## Composição
Musicalmente, "Twinkle", é uma canção de dance-pop uptempo, com influências do funk, electropop e go-go. Inspirando-se em canções de nomes como Stevie Wonder, a canção apresenta uma batida inspirada nos anos 1970, em que as meninas mostrar seus vocais fortes. Liricamente, "Twinkle" fala sobre a habilidade para brilhar no meio da multidão, como é notado no trecho, "Eu me destaco completamente [..] Eu brilho, é óbvio.". A música possui vocais fortes apresentados por cada uma das meninas, com fortes ad-libs de cada uma delas.

## Vídeo musical

### Teasers
O lançamento dos teasers para o videoclipe de "Twinkle" iniciaram em 25 de abril de 2012, com o de Taeyeon sendo lançado primeiramente.
- Taeyeon: O vídeo teaser de Taeyeon foi lançado através do canal oficial da SM Entertainment no YouTube em 25 de abril de 2012. Apresenta Taeyeon em várias cenas, incluindo-a em um salão de beleza com as outras integrantes, sobre um tapete vermelho e em um corredor.[4]
- Tiffany: O teaser de Tiffany foi lançado em 26 de abril de 2012. Apresenta cenas semelhantes ao de Taeyeon, contudo, em vez de um salão de beleza, eles são vistas em um grande palco com dançarinas na frente de um sinal com as palavras "Twinkle" escritas nele. Os membros Sehun e Kai da banda EXO-K também fizeram uma participação especial no teaser, e também participam do vídeo completo.[5]
- Seohyun: O teaser de Seohyun foi lançado em 27 de abril de 2012. Mostra principalmente cortes individuais de Seohyun e cenas onde as três garotas estão cantando em frente a músicos e bailarinos de apoio. Ele termina da mesma forma como o de TaeYeon, no salão de cabeleireiro.[6]

### Sinopse

Da esquerda para a direita, Seohyun, Tiffany e Taeyeon, posando para um grupo de paparazzi.

O vídeo inicia com Taeyeon, Tiffany e Seohyun saindo de um carro com o instrumental de "OMG" (Oh My God) tocando ao fundo, enquanto uma grande quantidade de paparazzi estão tirando fotos à medida que saudam e sorriem para as câmeras. Um dos paparazzi é Chanyeol, membro do grupo EXO-K. Depois de percorrer o seu caminho através dos paparazzi, elas se viram e começam a cantar, enquanto elevam cada braço, fazendo com que todos, exceto um dos fotógrafos, sigam todos os seus movimentos. Taeyeon em seguida leva as meninas para dentro do prédio, passando por um corredor em novas roupas, onde elas dançam e continuam a andar. O vídeo, em seguida, corta para Tiffany em uma cadeira de vestiário, segurando um cachorro e com roupas que estão sendo oferecidas por diferentes mulheres. Na sequência, o vídeo mostra Seohyun caminhando em direção à câmera com várias mulheres oferecendo-lhe diferentes pares de sapatos para ela escolher. As três meninas, em seguida, sentam-se e começam a ser maquiadas, enquanto continuam cantando. A seguir, Tiffany, Taeyeon e Seohyun são vistas sentadas com Baekhyun, da EXO-K, conversando e preparando-se. Seohyun susurra algo engraçado para Tiffany e elas terminam de se arrumar.
Tiffany, em seguida, lidera as meninas quando elas continuam a sua caminhada através de um corredor, onde passam pelos membros Sehun e Kai da EXO-K, que dançam com Tiffany. Na sequência, elas são mostradas em um palco onde cantam em microfones e dançam, e uma cortina aparece. Quando elas partem, Seohyun está no telhado do prédio, com um piano de cauda e um sinal iluminado dizendo "Girls' Generation Twinkle" atrás dela. Tiffany e Taeyeon descem as escadas, uma de cada lado. Logo após, dançarinas são vistas dançando juntamente com as três cantoras. Quando a música termina, "안녕" (Goodbye, Hello) começa a tocar, e corta o vídeo de volta para os paparazzi do lado de fora, que reagem quando uma das portas da frente se abrem, pensando que é uma das cantoras. Mas depois que eles correm para cima, descobrem que era só o cão que Tiffany estava segurando mais cedo. A câmera move-se até o telhado, onde as três garotas estão olhando para baixo e rindo.

## Desempenho nas paradas
| Parada                 | Melhor posição |
| ---------------------- | -------------- |
| Gaon Singles           | 1              |
| Gaon Streaming Singles | 2              |
| Gaon Download Singles  | 1              |

## Créditos
| - Tiffany – vocal, vocal de fundo - Taeyeon – vocal, vocal de fundo - Seohyun - vocal, vocal de fundo - Brandon Fraley - compositor, produtor - Jamelle Fraley - compositor, produtor - Javier Solis - compositor, produtor |